# Issa (dopływ Szczary)
Issa – rzeka na Białorusi. Dopływ Szczary, w zlewisku Niemna.